# Mausbach (Neckar)
Der Mausbach ist ein etwa zwei Kilometer langer Bach des Odenwaldes im Stadtgebiet des kreisfreien Heidelberg in Baden-Württemberg. Nach südöstlichem Lauf mündet er zu Füßen der Abtei Neuburg am Westrand von Heidelberg-Ziegelhausen von rechts in den unteren Neckar.

## Geographie

### Verlauf

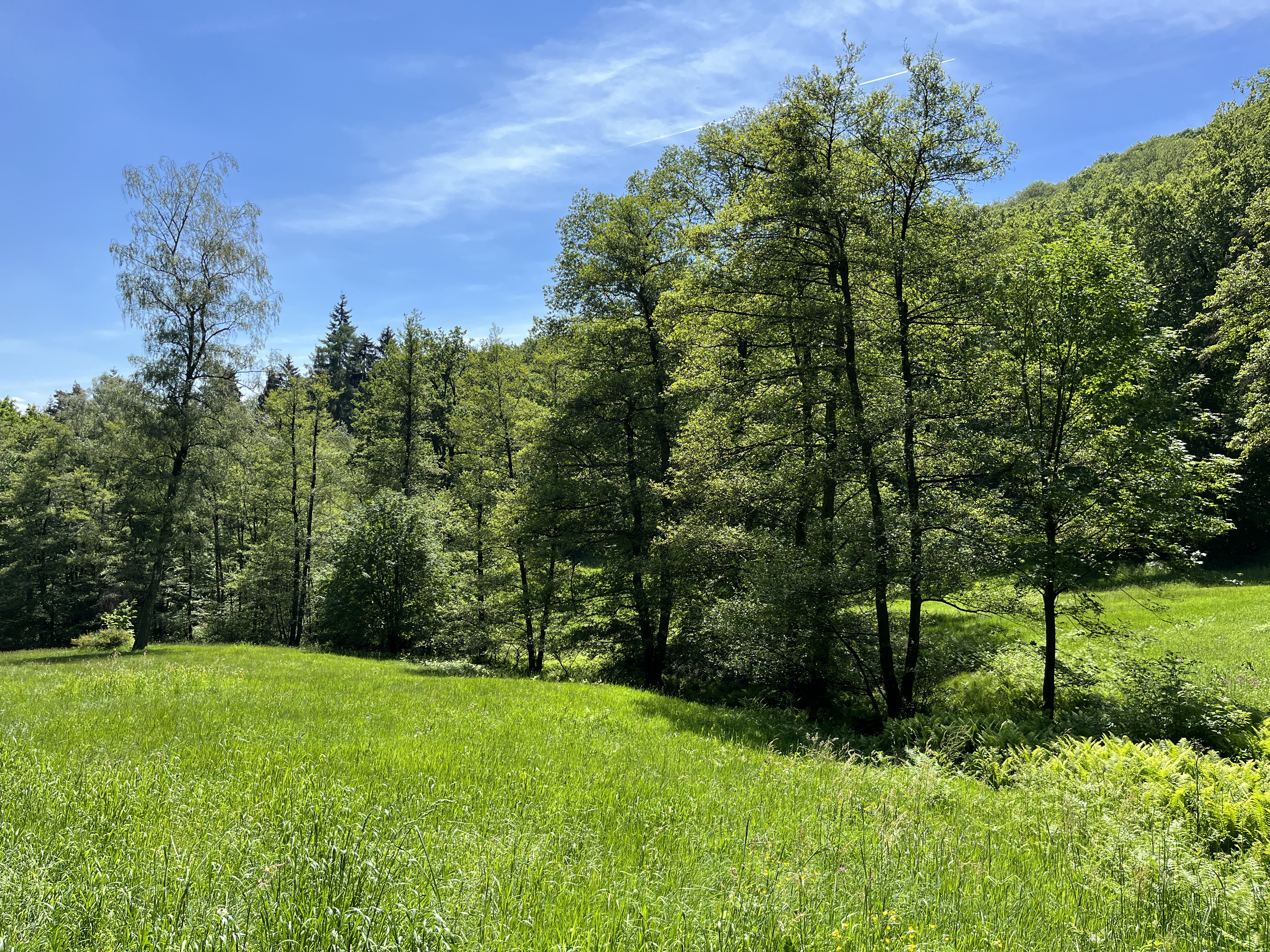
Mausbach in der Mausbachwiese

Der Mausbach entspringt der Mausbachquelle auf etwa 320 m ü. NHN in einem Buchen-Altwald etwa 1,5 km nordwestlich der Abtei Neuburg. Nach weniger als 200 Meter langem Südlauf nimmt der Bach in der etwa einen Hektar großen Waldlichtung Mausbachwiese von rechts den Abfluss des auf etwa 300 m ü. NHN stehenden Mausbachbrunnens auf. Die Mausbachwiese durchquert er von einem Galeriewald aus Laubbäumen begleitet und wendet sich dabei nach Südosten.
Im Folgenden fließt das Gewässer naturnah und am Ufer begleitet von Laubbäumen, vor allem Schwarzerlen, einen halben bis zwei Meter breit und leicht geschlängelt im geschlossenen Wald. Das Sediment ist teils sandig bis steinig, anderswo liegen große Blöcke auf der Bachsohle, deren Eintiefung ins Gelände stark schwankt. Dreimal queren Waldwege den Bach, gleich nach dem ersten liegt rechts etwas über der Sohle der Stolleneingang des eingestellten Manganbergwerks Mausbach. Vor allem von rechts fließen einige unbeständige Hanggewässer zu, die aber bis auf einen unter einem Viertelkilometer Länge bleiben. Der Abfluss einer linken Hangquelle, die knapp 0,5 km vom Mausbachlauf entfernt entspringt, setzt im weiteren Verlauf aus. Auch am Hangfuß gibt es einige quellige Bereiche.

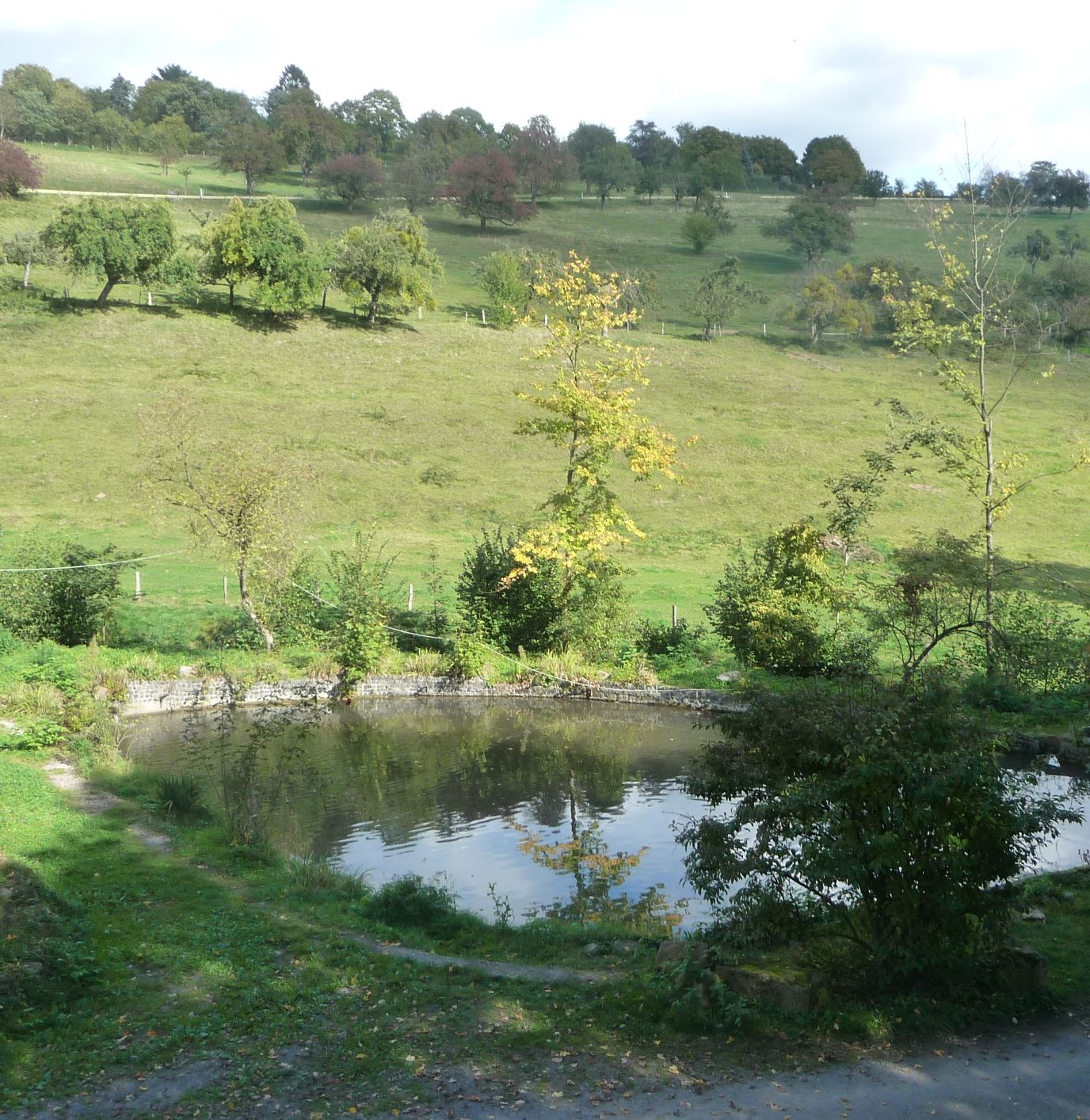
Froschteich auf dem Gelände der Abtei, gleich dahinter (von links nach rechts) der Mausbach

Etwa einen Kilometer nach seiner Quelle verlässt der Mausbach den Wald und fließt nun von Schwarzerlen begleitet weniger als 200 Meter lang durch eine Rinderweide. Danach unterquert er den Stiftweg, der von der Heidelberger Siedlung am Haarlass zum Ziegelhäuser Wohngebiet am Köpfel hinaufführt. Jenseits der Straße quert das Gelände der Abtei Neuburg und passiert es danach an seiner Nordostseite. Dort liegen wenige kleine Teiche am oder im Lauf, der größte davon hat knapp 6 Ar Fläche. Nordöstlich der auf dem Mündungssporn stehenden Abteikirche wendet er sich für seine letzten 200 Meter nach Süden.
Kurz fließt er in einer stark eingetieften Talkerbe unter Bäumen, dann berührt er den westlichen Ortseingang von Ziegelhausen und unterquert die unmittelbar am Fluss verlaufende L 534 Heidelberg–Ziegelhausen. Auf der anderen Seite der Landesstraße fließt er auf etwa 107,8 m ü. NHN von rechts dem unteren Neckar zu.
Der Mausbach mündet nach 2,1 km langem Lauf mit mittlerem Sohlgefälle von etwa 99 ‰ rund 212 Höhenmeter unterhalb der Mausbachquelle.

### Einzugsgebiet
Das Einzugsgebiet des Mausbachs ist 1,8 km² groß und gehört naturräumlich zum Buntsandstein-Odenwald, der obere Teil liegt im Südlichen zertalten Sandsteinodenwald des Unterraums Zentraler Sandsteinodenwald, der untere im Unterraum Odenwald-Neckartal. Am höchsten ist es mit 476 m ü. NHN an seinem nördlichsten Punkt bei der Einsiedlerhütte am Weg vom Heiligenberg zum Weißen Stein hinauf. Auf fast 90 % der Gesamtfläche steht Wald, der offene Anteil liegt fast nur im unteren Einzugsgebiet um die Abtei Neuburg und auf dem Ziegelhäuser Köpfel, wo es jeweils auch etwas Besiedlung innerhalb der Wasserscheide gibt.
Das Gebiet liegt zur Gänze im Stadtgebiet von Heidelberg.
Reihum grenzen die Einzugsgebiete der folgenden Nachbargewässer an:
- Im Westen fließt dessen nächster rechter Zufluss Schweinsbächel zum Neckar;
- im Nordwesten entwässert der Mühlbach bei Handschuhsheim über einige Folgegewässer tief abwärts in diesen;
- im Norden und Osten liegt das Einzugsgebiet des Ziegelhäuser Steinbachs, des nächsthöheren rechten Neckarzuflusses.

## Geologie
Im Einzugsgebiet sind Gesteine vom Buntsandstein bis hinunter zum Karbon vertreten. Ein schmaler Streifen von Mittlerem Buntsandstein reicht entlang der nördlichen Wasserscheide herein. Darunter am Hang liegt lange Unteren Buntsandsteins, der zum Neckartal hin von einem schmalen Band aus Zechstein-Dolomit eingefasst wird, das nahe dem Stollenmund des Bergwerks Mausbach den Talgrund quert. Darunter wiederum zieht sich dann der Heidelberg-Granit des Serpukhoviums (Teil des Karbons) bis zum Neckarufer hinab, ein durch Intrusion entstandenes Gestein.
Diese älteren Schichten sind in zwei Inseln rechtsseits der Talmulde durch Lösssediment aus dem Quartär überlagert, östlich der ehemaligen Steinbrüche über der Siedlung am Haarlass sowie von der Abtei bis zum Neckarufer. In den Talgrund ist holozänes Schwemmland eingelagert.
Vermutlich streicht von der Mausbachwiese bis nördlich der Abtei eine Störung mehr oder weniger in der Talmulde.
Der ehemalige Abbau in den Steinbrüchen nördlich von Haarlass liegt im Unteren Buntsandstein, an den Halden unterhalb liegen Brocken von Zechsteindolomit. Über der Straßensteige von der Abtei zum Ziegelhäuser Köpfel hinauf steht Biotitgranit an. Beide Stellen sind als Geotope ausgewiesen.
Im Bergwerk Mausbach wurde dreimal nacheinander kurzzeitig Manganerz aus Zechstein und Rotliegend abgebaut, der Abbau wurde jeweils bald wieder wegen geringer Rentabilität eingestellt.

## Natur und Schutzgebiete
Die offene Mausbachwiese unterhalb von Mausbachquelle und -brunnen ist mitsamt ihres Waldsaums als 2,9 ha großes Naturdenkmal ausgewiesen.
Ein weit im Norden beginnendes Wasserschutzgebiet reicht ins Einzugsgebiet bis zur Mausbachquelle herab.
Das gesamte Einzugsgebiet liegt im Landschaftsschutzgebiet Bergstraße-Mitte wie auch im Naturpark Neckartal-Odenwald.

## Tourismus und Sehenswürdigkeiten
Der Europäische Fernwanderweg E8 auf der Etappe von Heidelberg nach Ziegelhausen quert nahe dem Stolleneingang des Bergwerks Mausbach die Talmulde. Er ist dort gebündelt mit dem mit rotem R ausgezeichneten Rechten Neckarrandweg (HW 64  des Odenwaldklubs) wie auch dem  Neckarweg (HW 60 des Odenwaldklubs).
Der nordwestlichen Wasserscheide entlang führt der HW 36 Heidelberg–Oberschefflenz desselben Vereins von Heidelberg nach Peterstal.
Sehenswürdigkeiten sind
- das ehemalige Bergwerk Mausbach, sein mit Gitter versperrter Stolleneingang liegt rechtsseits des Oberlaufs;
- die Abtei Neuburg, sie liegt am Unterlauf überwiegend rechtsseits, die Abteikirche steht weithin sichtbar auf dem unteren Mündungssporn zum Neckar.

### LUBW
Amtliche Online-Gewässerkarte mit passendem Ausschnitt und den hier benutzten Layern: Lauf und Einzugsgebiet des Mausbachs

Allgemeiner Einstieg ohne Voreinstellungen und Layer: Daten- und Kartendienst der Landesanstalt für Umwelt Baden-Württemberg (LUBW) (Hinweise)
1. 1 2  Höhe nach dem Höhenlinienbild auf dem Hintergrundlayer Topographische Karte.
2. ↑  Länge nach dem Layer Gewässernetz (AWGN).
3. ↑  Einzugsgebiet nach dem Layer Basiseinzugsgebiet (AWGN).
4. ↑  Länge abgemessen auf dem Hintergrundlayer Topographische Karte.
5. ↑  Seefläche abgemessen auf dem Hintergrundlayer Topographische Karte.
6. ↑  Natur teilweise nach dem Layer Geschützte Biotope.
7. ↑  Schutzgebiete nach den einschlägigen Layern.

### Andere Belege
1. ↑  Höhe nach blauer Beschriftung auf dem Layer WMS LGL-BW Topographische Freizeitkarte 1:25.000 auf: Geoportal Baden-Württemberg (Hinweise)
2. ↑  Josef Schmithüsen: Geographische Landesaufnahme: Die naturräumlichen Einheiten auf Blatt 161 Karlsruhe. Bundesanstalt für Landeskunde, Bad Godesberg 1952. → Online-Karte (PDF; 5,1 MB)
3. ↑  Geologie nach den Layern zu Geologische Karte 1:50.000 auf: Mapserver des Landesamtes für Geologie, Rohstoffe und Bergbau (LGRB) (Hinweise)
4. ↑  Geotope nach:
  - Geotopsteckbrief der alten Steinbrüche (PDF, 373 kByte)  und
  - Geotopsteckbrief des Köpfelhangs (PDF, 370 kByte)

auf der Website des Landesamtes für Geologie, Rohstoffe und Bergbau (LGRB)